# Dragon Booster
Dragon Booster es una serie animada de origen canadiense. La primera emisión de 2004 fue producida en Cel-Shaded CGI. Aunque no se han producido nuevos episodios ni existen planes de hacerlo debido a su cancelación, existen muchas peticiones en línea realizadas por sus seguidores con la esperanza de continuar con una secuela con el posible nombre 'Dragon Booster Academy'. Los derechos de propiedad de la franquicia, que originalmente pertenecían a Alliance Atlantis Communication Inc., fueron adquiridos por Konami para desarrollar un videojuego inspirado en la serie animada. Esto ocurrió tras su éxito en cadenas como ABC Family y Toon Disney. Este juego basado en la serie ubica la historia en Dragon City, donde los humanos y los dragones coexisten. Dragon Booster, creado por Konami para Nintendo DS, es un juego de carreras donde se deben entrenar, alimentar y criar dragones. 

## Argumento
La serie comienza narrando la historia de la guerra en el planeta Draconis, un conflicto entre dragones y humanos que tuvo lugar hace 3000 años.
Tras este prólogo, la historia se traslada a los establos Penn, donde el legendario dragón negro y dorado, conocido como Beaucephalis (Beau), ha renacido. Beau está destinado a elegir a su nuevo jinete, quien se convertirá en el próximo Dragon Booster.
Varios jinetes intentan montar a Beau sin éxito, hasta que Artha Penn, hijo de Connor Penn, decide intentarlo. Sin embargo, Beau lo rechaza de inmediato, lo que provoca que Artha se retire frustrado.
Por la noche, una banda llamada Los Ojos del Dragón, ha decidido capturar a Beau por órdenes de Word Paynn (el antagonista), Artha que se encontraba en su casa escucha los pasos de personas y decide ir a investigar, cuando sale de casa una explosión lo hace regresar a salvar a su padre y a su hermano menor Lance. Al fin ambos son rescatados por Beau que elige a Artha como su nuevo Dragon Booster.
Después de todo eso Artha se encuentra con Mortis, un sacerdote dragón que le enseña como ser un dragon booster, mientras tanto él y Beau, ahora en modo "Day race", corren y compiten en carreras callejeras para ganar dinero, junto a sus amigos Kitt Won y Parmon Sean (Parm).
Los villanos son la familia Paynn, Word y Moordryd, que quieren apoderarse de Beau a toda costa y para eso crean a los dragones espectro, que tienen la habilidad de hacerse invisibles.
La Guerra ha tenido muchos secretos y entre ellos están los maestros de los antiguos dragones reyes que acompañaron al dragón legendario. Uno de ellos, Vysox, logra entrar en el cuerpo de Decepshun, la dragona de Moordryd.
Este se convierte en el "Shadow Booster" y es entrenado por Armeggadon (el nuevo villano) Moordryd logra ver que el lado malo no es lo que el buscaba y se une al dragon booster.
También descubren que hay otros Booster (Fire Booster, Power Booster, Electric Booster) cada uno de sus amigos tienen ahora el deber de convertirse en ellos, Arhta y Moordryd entran en la Academia.

### Arcos Históricos
- Muchos de los personajes tienen nombres de personajes de los cuentos de Rey Arturo. Artha Penn esta en un juego de Arturo Pendragon. Moordryd de Mordred Le Fey (hijo ilegítimo de Arturo), Lance Penn en Lanzarote.

## Episodios
| Temporada | Temporada | Episodios | Estados Unidos          | Estados Unidos          | Latinoamérica           | Latinoamérica        | España               | España                |
| Temporada | Temporada | Episodios | Comienzo                | Final                   | Comienzo                | Final                | Comienzo             | Final                 |
| --------- | --------- | --------- | ----------------------- | ----------------------- | ----------------------- | -------------------- | -------------------- | --------------------- |
|           | 1         | 13        | 23 de octubre de 2004   | 9 de abril de 2005      | 5 de junio de 2005      | 28 de agosto de 2005 | 6 de febrero de 2007 | 1 de mayo de 2007     |
|           | 2         | 13        | 21 de mayo de 2005      | 6 de febrero de 2006    | 4 de septiembre de 2005 | 19 de marzo de 2006  | 8 de mayo de 2007    | 31 de julio de 2007   |
|           | 3         | 13        | 9 de septiembre de 2006 | 16 de diciembre de 2006 | 15 de noviembre de 2006 | 7 de febrero de 2007 | 7 de agosto de 2007  | 30 de octubre de 2007 |